# Грирсон, Джордж Абрахам
Сэр Джордж Абрахам Грирсон, OM, KCIE (англ. George Abraham Grierson; 7 января 1851, Гленнагири, графство Дублин, Ирландия — 9 марта 1941, Камберли, графство Суррей, Англия) — британский лингвист-индолог и государственный служащий.

## Биография
Родился в 1851 году в видной дублинской семье. Его отец и дед были хорошо известными типографами и издателями. Образование получил в St. Bees School (графство Камберленд) и Тринити-колледж (Дублин), где будучи студентом математики занимал призовые места в переводе с санскрита и хинди.
Устроился в Индийскую гражданскую службу в 1871 году и достиг Бенгалии в 1873 году. Был судьёй и сборщиком налогов в городе Патна, а позднее, опиумным агентом в Бихаре.
Посвятил много времени изучению языков. В 1894—1897 был «филологическим секретарём» Азиатского общества в Калькутте. Был назначен управляющим вновь образованной Лингвистической службы Индии (1898—1928) и переехал в Англию «для удобства консультаций европейских библиотек и учёных».
Грирсон публиковал на протяжении всей своей карьеры научные работы: о диалектах и крестьянской жизни Бихара, литературе на хинди, о бхакти и по языкознанию. Первая из его статей появилась в 1877 году.
В 1898 Грирсон начал работу по лингвистическому исследованию, и в течение следующих 30 лет был ответственным за сбор данных о 364 языках и диалектах, поместившихся почти на 8000 страниц в 19 томах «Лингвистического обозрения Индии». Пять томов, на неиндоевропейских языках были подготовлены норвежским лингвистом Стеном Коновым, остальное в основном Грирсоном. В дополнение к словарям для большинства из языков и диалектов были добавлены грамматика и краткие тексты.

## Награды
- Орден Заслуг (1928)[6]
- Орден Индийской империи
- Посвящён в рыцари (1912)

## Труды
- Grierson, George Abraham. Bihar Peasant Life, Being a Discursive Catalogue of the Surroundings of the People of That Province, With Many Illustrations From Photographs Taken By the Author. Prepared Under Orders of the Government of Bengal. Calcutta, The Bengali Secretariat Press, & London, Trübner & Co., (1885); Cosmo (1998) ISBN 81-7020-185-3
- Grierson, George Abraham. Seven Grammars of the Dialects and Subdialects of the Bihari Language (1883-87) 3 vols. ISBN 81-7835-451-9
- Grierson George Abraham, Linguistic Survey of India, 11 Vols. in 19 Parts Delhi, Low Price Publ. (2005) ISBN 81-7536-361-4
- Grierson, George Abraham. A Dictionary of the Kashmiri Language. Calcutta: Asiatic Society of Bengal, 1932.
- Lalla-Vakyani, Sir George Grierson and Dr. Lionel D. Barnett Litt. D., R. A. S. monograph, Vol. XVII, London 1920.
- ———. 1909. Gleanings from the Bhakta-Mala. Journal of the Royal Asiatic Society: 607—644.
- ———. 1910a. Gleanings from the Bhakta-Mala. Journal of the Royal Asiatic Society: 269—306.
- ———. 1910b. Gleanings from the Bhakta-Mala. Journal of the Royal Asiatic Society: 87-109.

## Источник
- Thomas, F.W., and R.L. Turner. George Abraham Grierson 1851—1941. — London: Humphrey Milford Amen House, E.C., 1941.